# إنفنسيس
إنفنسيس  (بالإنجليزية: Invensys)‏ شركة رائدة في مجال أنظمة التحكم الصناعي مقرها الرئيسي في بريطانيا والولايات المتحدة.